# 24 uur van Daytona 1999
De 24 uur van Daytona 1999 was de 37e editie van deze endurancerace. De race werd verreden op 30 en 31 januari 1999 op de Daytona International Speedway nabij Daytona Beach, Florida.
De race werd gewonnen door de Dyson Racing #20 van Butch Leitzinger, Andy Wallace en Elliott Forbes-Robinson. Voor Leitzinger en Wallace was het hun derde Daytona-zege, terwijl Forbes-Robinson zijn tweede overwinning behaalde. De GT3-klasse werd gewonnen door de Team Seattle/Alex Job Racing #23 van Kelly Collins, Cort Wagner, Anthony Lazzaro en Darryl Havens. De GT2-klasse werd gewonnen door de Roock Racing #83 van André Ahrlé, Raffaele Sangiuolo, David Warnock en Hubert Haupt. De GTT-klasse werd gewonnen door de SK Group Motorsports #19 van Kyle McIntyre, Gary Stewart, Andy Petery, Craig Carter en Les Delano.

## Race
Winnaars in hun klasse zijn vetgedrukt.
| Pos. | Klasse | No. | Team                             | Coureurs                                                                             | Chassis                         | Banden | Ronden |
| ---- | ------ | --- | -------------------------------- | ------------------------------------------------------------------------------------ | ------------------------------- | ------ | ------ |
| 1    | CA     | 20  | Dyson Racing                     | Butch Leitzinger Andy Wallace Elliott Forbes-Robinson                                | Riley & Scott Mk. III-Ford      | G      | 708    |
| 2    | CA     | 7   | Doyle-Risi Racing                | Allan McNish Didier de Radiguès Max Angelelli Wayne Taylor                           | Ferrari 333 SP                  | P      | 706    |
| 3    | CA     | 36  | Matthews Racing                  | Max Papis Stefan Johansson Jimmy Vasser Jim Matthews                                 | Ferrari 333 SP                  | M      | 694    |
| 4    | CA     | 00  | Autosport Racing                 | Enzo Calderari Angelo Zadra Lilian Bryner Carl Rosenblad                             | Ferrari 333 SP                  | P      | 679    |
| 5    | CA     | 8   | Transatlantic Racing             | Eliseo Salazar Duncan Dayton Henry Camferdam Scott Schubot                           | Riley & Scott Mk. III-Ford      | G      | 643    |
| 6    | GT3    | 23  | Team Seattle/Alex Job Racing     | Kelly Collins Cort Wagner Anthony Lazzaro Darryl Havens                              | Porsche 993 Carrera RSR         | Y      | 639    |
| 7    | GT2    | 83  | Roock Racing                     | André Ahrlé Raffaele Sangiuolo David Warnock Hubert Haupt                            | Porsche 911 GT2                 | Y      | 634    |
| 8    | CA     | 72  | Doran Racing                     | Didier Theys Fredy Lienhard Arie Luyendyk Mauro Baldi                                | Ferrari 333 SP                  | M      | 632    |
| 9    | GT3    | 02  | Reiser/Callas Rennsport          | David Murry Johnny Mowlem Joel Reiser Grady Willingham                               | Porsche 993 Carrera RSR         | ?      | 632    |
| 10   | GT2    | 99  | Schumacher Racing                | Dirk Müller Martin Snow John O'Steen Larry Schumacher                                | Porsche 911 GT2                 | M      | 626    |
| 11   | GT3    | 07  | G&W Motorsports                  | Darren Law Steve Marshall Patrick Huisman Sylvain Tremblay Danny Marshall            | Porsche 911 GT2 Evo             | P      | 625    |
| 12   | GT3    | 18  | Millennium Motorsports           | David Friedman Chris Miller Vic Rice Geoff Auberlen Beran Peter                      | Porsche 911 Carrera RSR         | Y      | 623    |
| 13   | GT3    | 17  | T. C. Kline Racing               | Shane Lewis Randy Pobst Bob Mazzuoccola Mark Raccaro                                 | BMW M3 E36                      | Y      | 622    |
| 14   | GT3    | 68  | The Racer's Group                | Kevin Buckler Mike Conte Nick Holt Bruno Lambert                                     | Porsche 993 Carrera RSR         | G      | 617    |
| 15   | CA     | 62  | Downing/Atlanta Racing           | Ermano Ronchi Ben Treadway Fabio Montani Dennis Spencer                              | Kudzu DLM-Mazda                 | G      | 611    |
| 16   | GT3    | 66  | M.A.C. Racing                    | Massimo Morini Angelo Scarpetta Luca Cattaneo Luciano Tamburini Antonio De Castro    | Porsche 993 Cup                 | ?      | 605    |
| 17   | GT3    | 54  | Bell Motorsports                 | Tony Kester Matt Drendel Terry Borcheller Jim Kenton Scott Neuman                    | BMW M3 E36                      | Y      | 602    |
| 18   | GT2    | 2   | Corvette Racing                  | Ron Fellows Chris Kneifel John Paul jr.                                              | Chevrolet Corvette C5-R         | G      | 600    |
| 19   | GT2    | 77  | Seikel Motorsport                | Andrew Bagnall Renato Mastropietro Tony Burgess Michel Neugarten                     | Porsche 911 GT2                 | D      | 597    |
| DNF  | GT2    | 49  | Freisinger Motorsport            | Michael Irmgratz Manfred Jurasz Eric van der Vyver Klaus Horn                        | Porsche 911 GT2                 | M      | 595    |
| 21   | CA     | 95  | TRV Motorsport                   | Jeret Schroeder Tom Volk Peter Debban R. J. Valentine                                | Riley & Scott Mk. III-Chevrolet | G      | 595    |
| 22   | CA     | 16  | Dyson Racing                     | James Weaver Rob Dyson Dorsey Schroeder Stu Hayner                                   | Riley & Scott Mk. III-Ford      | G      | 593    |
| 23   | CA     | 3   | DLW Racing, Inc.                 | Hurley Haywood Don Whittington Dale Whittington Danny Sullivan                       | Riley & Scott Mk. III-Ford      | G      | 590    |
| 24   | CA     | 63  | Downing/Atlanta Racing           | Howard Katz Youjirou Terada Chris Ronson Jim Downing                                 | Kudzu DLY-Mazda                 | G      | 586    |
| 25   | GT2    | 82  | Roock Racing                     | Stéphane Ortelli Enrico Bertaggia Claudia Hürtgen Robert Nearn                       | Porsche 911 GT2                 | Y      | 581    |
| 26   | GT3    | 44  | Specter Werks Sports             | Jeff Nowicki R. K. Smith Rick Mancuso Tom Murphy Mike Farmer                         | Chevrolet Corvette              | H      | 578    |
| 27   | GT3    | 39  | Pumpelly/Mitchum Motorsports     | Spencer Pumpelly Chris Mitchum David Kicak Bill Lester Pascal Dro                    | Porsche 993 Carrera RSR         | ?      | 575    |
| 28   | GTT    | 19  | SK Group Motorsports             | Kyle McIntyre Gary Stewart Andy Petery Craig Carter Les Delano                       | Ford Mustang Cobra              | G      | 550    |
| 29   | GT3    | 73  | Jack Lewis Enterprises Ltd.      | Kevin Wheeler Jack Lewis Ludovico Manfredi Kiichi Takahashi Ron Henriksen            | Porsche 911 Carrera RSR         | ?      | 540    |
| 30   | GT2    | 75  | Pettit Racing                    | Cameron Worth Scott Sansone Steve Pfiefer Ryan Hampton                               | Mazda RX-7                      | H      | 535    |
| 31   | CA     | 47  | RaceStar Motorsports             | Todd Vallancourt Ian James John G. Thomas                                            | Spice SE90-Chevrolet            | G      | 528    |
| 32   | GT3    | 42  | Supertech S. B. Racing           | Pierangelo Masselli Marco de Iturbe Gianluca de Lorenzi Gianni Biava Franco Scarpini | Ferrari F355                    | P      | 517    |
| 33   | CA     | 60  | Kopf Precision Race Products     | Kris Wilson Tim Moser Barry Waddell                                                  | Keiler KII-Ford                 | G      | 510    |
| 34   | GT2    | 55  | Proton Competition               | Toni Seiler Gerold Ried Patrick Vuillaume Gerd Ruch                                  | Porsche 911 GT2                 | D      | 502    |
| 35   | GT3    | 27  | Goldin Brothers Racing           | Keith Goldin Steve Goldin Scott Finlay Dave Russell                                  | Mazda RX-7                      | H      | 484    |
| 36   | GT3    | 45  | Bell Motorsports                 | Peter Baron James McCormick Barry Graham Leo Hindery Brian Till                      | BMW M3 E36                      | Y      | 467    |
| 37   | GT3    | 89  | Broadfoot Racing                 | Neil Crilly Caroline Wright Phillipe Lenain Mike Borkowski Steve Bove                | Porsche 944 Turbo               | D      | 465    |
| 38   | GTT    | 40  | Rankin Racing                    | Hank Scott Toto Lasally C. Peter Pope David Rankin Richard McDill                    | Chevrolet Camaro                | ?      | 461    |
| 39   | GT3    | 09  | Spirit of Daytona Racing         | Craig Conway Eric van Cleef Todd Flis                                                | Mitsubishi Eclipse              | ?      | 455    |
| DNF  | GT2    | 33  | Konrad Motorsport                | Altfrid Heger Peter Kitchak Charles Slater Franz Konrad                              | Porsche 911 GT2                 | D      | 452    |
| 41   | GTT    | 79  | Maugeri Motorsports              | Richard Maugeri Anthony Puleo Sim Penton Doug Mills Ronald Zitza                     | Chevrolet Camaro                | ?      | 418    |
| DNF  | CA     | 28  | Intersport Racing                | Jon Field Ryan Jones Sam Hornish jr. Michael Shank                                   | Lola B98/10-Ford                | G      | 399    |
| 43   | GT2    | 03  | NP Racing                        | Bret Parker Kevin Allen Neil Hanneman Larry Parker                                   | Dodge Viper GTS-R               | D      | 390    |
| DNF  | GT2    | 48  | Freisinger Motorsport            | Wolfgang Kaufmann Michel Ligonnet Lance Stewart                                      | Porsche 911 GT2                 | M      | 386    |
| DNF  | GT3    | 56  | Manthey Racing                   | Hans Willems Olaf Manthey Marc Gindorf Ulrich Gallade Ulli Richter                   | Porsche 993 Carrera RSR         | ?      | 377    |
| 46   | GT2    | 4   | Corvette Racing                  | Scott Sharp Andy Pilgrim John Heinricy                                               | Chevrolet Corvette C5-R         | G      | 366    |
| DNF  | CA     | 15  | Hybrid Racing                    | Ross Bentley Chris Bingham Didier André Franck Fréon                                 | Riley & Scott Mk. III-Ford      | Y      | 349    |
| DNF  | GT3    | 04  | Schmidt Motorsports              | Max Schmidt Rusty Schmidt Jeff Conkel Scott Harrington                               | Porsche 993 Carrera RSR         | ?      | 343    |
| 49   | GT3    | 57  | Kryderacing                      | Reed Kryder Christian Heinkélé Steve Ahlgrim                                         | Nissan 240SX                    | G      | 341    |
| 50   | GTT    | 53  | Diablo Racing                    | Tom Scheuren Mayo T. Smith John McNaughton John Halbing III Bobby Jones              | Chevrolet Camaro                | G      | 340    |
| DNF  | GT3    | 22  | Team Seattle/Alex Job Racing     | Don Kitch jr. Kim Wolfkill John Hill Wade Gaughran                                   | Porsche 993 Carrera RSR         | Y      | 327    |
| DNF  | GT3    | 76  | Team A.R.E.                      | Peter Argetsinger Richard Polidori Steve Hill John McCaig                            | Porsche 993 Carrera RSR         | Y      | 326    |
| DNF  | GT3    | 24  | Michael Jacobs                   | Michael Jacobs George Biskup John Steinmetz Michael DeFontes Frank Del Vecchio       | Ferrari 348                     | P      | 326    |
| DNF  | GT3    | 67  | The Racer's Group                | Steve Pelke Brian Pelke Ron Herrerias Pat DiGiovanni                                 | Porsche 911 Carrera RSR         | G      | 312    |
| DNF  | CA     | 74  | Robinson Racing                  | George Robinson Jack Baldwin Irv Hoerr Jon Gooding                                   | Riley & Scott Mk. III-Chevrolet | G      | 299    |
| DNF  | GT2    | 81  | Chamberlain Engineering          | Chris Gleason Christian Gläsel Brian Hornkohl Hans Hugenholtz jr.                    | Dodge Viper GTS-R               | D      | 297    |
| 57   | GTT    | 96  | Entropy Racing                   | Gerry Green Scott Brunk Rich Bell Keith Fisher Tony Tola                             | Chevrolet Camaro                | G      | 273    |
| DNF  | GTT    | 87  | John Annis                       | John Annis John Kohler Bill Ladoniczki Steve Ladoniczki Mark Kennedy                 | Chevrolet Camaro                | ?      | 263    |
| DNF  | GT2    | 52  | Easton Properties Corp.          | Paul Arnold William Stitt Victor Sifton Simon Gregg                                  | Acura NSX                       | P      | 261    |
| DNF  | GT3    | 6   | Prototype Technology Group, Inc. | Dieter Quester Boris Said Peter Cunningham Mark Simo Ernie Irvan                     | BMW M3 E36                      | Y      | 247    |
| DNF  | GT2    | 70  | Marcos Racing                    | Cor Euser Herman Buurman Peter van der Kolk Christian Vann                           | Marcos LM600                    | D      | 242    |
| DNF  | GT3    | 10  | Prototype Technology Group, Inc. | Bill Auberlen Brian Cunningham Johannes van Overbeek Hans-Joachim Stuck              | BMW M3 E36                      | Y      | 238    |
| DNF  | CA     | 29  | Intersport Racing                | Sam Brown Butch Brickell Jacek Mucha John Mirro                                      | Riley & Scott Mk. III-Ford      | G      | 225    |
| DNF  | CA     | 12  | Genesis Racing                   | Chuck Goldsborough Kurt Baumann Jeff Altenburg Rick Fairbanks Anthony Cafik          | Hawk MD3R-Chevrolet             | ?      | 225    |
| DNF  | GT2    | 50  | Viper Team Oreca                 | Olivier Beretta Tommy Archer David Donohue                                           | Dodge Viper GTS-R               | M      | 188    |
| DNF  | CA     | 88  | Dollahite Racing                 | Mike Davies Bill Dollahite Doc Bundy Paul Dallenbach                                 | Ferrari 333 SP                  | P      | 168    |
| DNF  | GTT    | 13  | DM Motorsports                   | Mark Montgomery Martin Shuster Bruce Trenery Spencer Trenery Dick Greer              | Chevrolet Camaro                | ?      | 167    |
| DNF  | GT2    | 21  | Haberthur Racing                 | Gabrio Rosa Fabio Rosa Roberto Mangifesta Stefano Zonca                              | Porsche 911 GT2                 | D      | 128    |
| DNF  | CA     | 78  | SBF Racing                       | Patrice Roussel Edouard Sezionale Sylvain Boulay                                     | Norma M14-Buick                 | ?      | 128    |
| DNF  | GT2    | 08  | G&W Motorsports                  | Rob Wilson Martyn Konig Jake Ulrich Michael Pickup                                   | Porsche 911 GT2                 | D      | 89     |
| DNF  | CA     | 32  | Konrad Motorsport                | Jan Lammers Franz Konrad Vincenzo Sospiri                                            | Lola B98/10-Lotus               | D      | 43     |
| DNF  | GT3    | 58  | Petersen Racing                  | Angelo Cilli John Ruther Tommy Miller Dale White Michael Petersen                    | Porsche 993 Carrera RSR         | Y      | 22     |
| DNF  | GT3    | 25  | RWS-Brun Motorsport              | Hans-Jörg Hofer Luca Riccitelli Günter Blieninger Fabio Mancini                      | Porsche 993 Carrera RSR         | M      | 14     |
| DNF  | GT3    | 92  | Reiser/Callas Rennsport          | Johnny Mowlem Joel Reiser Grady Willingham David Murry                               | Porsche 993 Carrera RSR         | ?      | 11     |
| DNF  | GT2    | 31  | Haberthur Racing                 | Mauro Casadei Francesco Ciani Stefano Bucci Andrea Garbagnati                        | Porsche 911 GT2                 | D      | 9      |
| DNF  | GT3    | 69  | Perspective Racing               | Bob Wollek Thierry Perrier Jean-Louis Ricci Gérard Larrousse Jean-Paul Richard       | Porsche 993 Carrera RSR         | P      | 7      |
| DNF  | GT3    | 01  | Greycliff Racing                 | James Nelson John Drew Beran Peter Jim Michaelian Mark Greenberg                     | Porsche 993 Carrera RSR         | ?      | 3      |
| DNF  | GT3    | 93  | Saeta Airlines Racing            | Henry Taleb Jean-Pierre Michelet Marcelo Darquea Walter Jimenez                      | Nissan 240SX                    | Y      | 0      |

1962 · 1963 · 1964 · 1965 · 1966 · 1967 · 1968 · 1969 · 1970 · 1971 · 1972 · 1973 · 1974 · 1975 · 1976 · 1977 · 1978 · 1979 · 1980 · 1981 · 1982 · 1983 · 1984 · 1985 · 1986 · 1987 · 1988 · 1989 · 1990 · 1991 · 1992 · 1993 · 1994 · 1995 · 1996 · 1997 · 1998 · 1999 · 2000 · 2001 · 2002 · 2003 · 2004 · 2005 · 2006 · 2007 · 2008 · 2009 · 2010 · 2011 · 2012 · 2013 · 2014 · 2015 · 2016 · 2017 · 2018 · 2019 · 2020 · 2021 · 2022 · 2023 · 2024 · 2025